# 维尼厄勒
维尼厄勒（法語：Vigneulles，法語發音：[viɲœl]）是法国默尔特-摩泽尔省的一个市镇，位于该省南部，属于吕内维尔区。

## 地理
维尼厄勒（48°33'38"N, 6°19'52"E）面积5.57 平方千米，位于法国大東部大區默尔特-摩泽尔省，该省份为法国东北部内陆省份，是洛林的一部分，北邻比利时、卢森堡，北起顺时针与摩泽尔省、下莱茵省、孚日省和默兹省接壤。
与维尼厄勒接壤的市镇（或旧市镇、城区）包括：巴尔邦维尔、达姆勒维耶尔、罗西耶尔欧萨利讷、萨费。

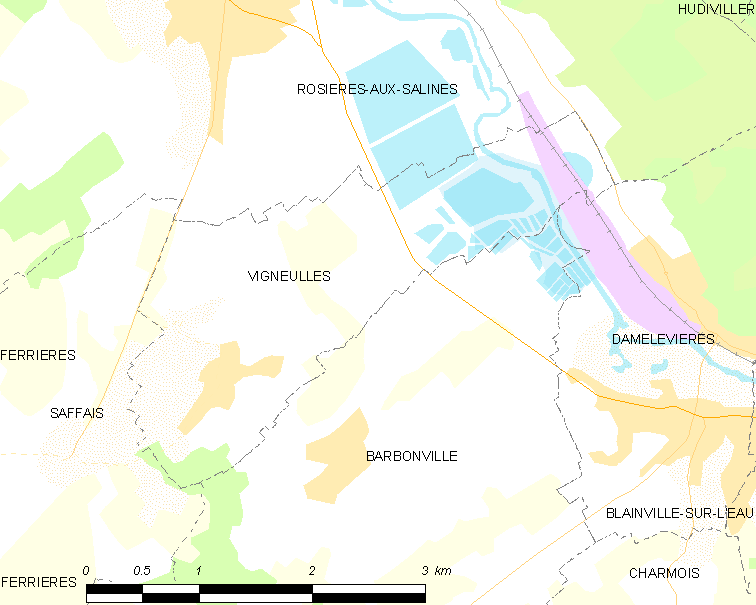
维尼厄勒的OSM定位图

维尼厄勒的时区为UTC+01:00、UTC+02:00（夏令时）。

## 行政
维尼厄勒的邮政编码为54360，INSEE市镇编码为54565。

## 政治
维尼厄勒所属的省级选区为吕内维尔第二县。

## 人口

1962-2008年间维尼厄勒人口变化图示

维尼厄勒于2022年1月1日时的人口数量为234人。